# إلياهو دوبكين
إلياهو دوبكين هو سياسي إسرائيلي، ولد في 31 ديسمبر 1898 في بابرويسك في بيلاروس، وتوفي في 26 أكتوبر 1976 في عسقلان في إسرائيل. نشط حزبياً في هستدروت. وقد انتخب .